# Chauria
Chauria fou un petit estat tributari protegit del tipus zamindari al districte de Balaghat, províncies Centrals, Índia Britànica. La superfície era de 65 km² i la població (1881) de 526 habitants. La concessió al sobirà es va fer amb la condició de vigilar els propers passos de muntanya.